# Åbro
Åbro ist eine schwedische Brauerei mit Sitz in Vimmerby.

## Hintergrund
Die Brauerei Åbro wurde 1856 vom Leutnant Per Luthander gegründet, der erste Braumeister stammte aus Deutschland. Nachdem dieser nach einem Jahr das Unternehmen wieder verlassen hatte, übernahm Anders Andersson als Braumeister. Als Luthander seine Militärlaufbahn Anfang der 1860er Jahre wieder fortsetzte, übernahm Andersson das Unternehmen, das er 1865 unter dem Namen Åbro Bryggeri-Bolag anmeldete. 1898 übernahm Axel Herman Johansson die Brauerei, die seither in Familienbesitz ist. Mittlerweile bietet die Brauerei um die zwanzig verschiedenen Biere und Bierspezialitäten an.
Seit den 1990er Jahren ist das Unternehmen Hauptsponsor der Fußballmannschaft des AIK, zuletzt wurde 2007 die Vereinbarung um weitere vier Jahre verlängert.